# Hydrosmecta macra
Hydrosmecta macra är en skalbaggsart som först beskrevs av Adelbert Fenyes 1921.  Hydrosmecta macra ingår i släktet Hydrosmecta och familjen kortvingar. Inga underarter finns listade i Catalogue of Life.